# Зулькарнаев, Артур Валерьевич
Артур Валерьевич Зулькарнаев (9 июня 1995 года) — борец на поясах и курэшист, чемпион России по борьбе на поясах, призёр чемпионатов России по борьбе на поясах, чемпион Мира по борьбе на поясах, мастер спорта России.

## Биография
Артур Зулькарнаев родился 9 июня 1995 года в селе Арсланово Кигинского района Республики Башкортостан. Спортом начал заниматься  в третьем классе, первым тренером был отец - Валерий Зулькарнаев. Сейчас тренируется под руководством тренера Исмагилова Р.А. Сегодня в его активе много серьезных достижений: в 2009 году он стал чемпионом Башкортостана по борьбе корэш, в 2010, 2011 и 2012 годах – победителем общероссийских соревнований, побывал на чемпионате мира в Бразилии. В 2012 году впервые выиграл чемпионат России по борьбе на поясах, дважды принял участие в соревнованиях мирового уровня.

## Спортивные звания
- Присвоено  спортивное звание «Мастер спорта России» по виду спорта «Борьба на поясах» Приказом Минспорта России "О присвоении спортивного звания «Мастер спорта России» от 15 января 2015 г. № 6-нг[1];
- Присвоено спортивное звание «Мастер спорта России» по виду спорта «Корэш» Приказом Минспорта России "О присвоении спортивного звания «Мастер спорта  России» от 8 июня 2015 г. № 78-нг[2]; "Первые мастера по корэш (недоступная ссылка)".

## Спортивные достижения
| Медаль | Соревнование                                                                                  | Время                  | Место проведения                                             | Весовая категория |
| ------ | --------------------------------------------------------------------------------------------- | ---------------------- | ------------------------------------------------------------ | ----------------- |
| 1      | Чемпионат и Первенство России по татаро-башкирской национальной спортивной борьбе корэш       | 11 — 12 декабря, 2010  | Казань, Республика Татарстан                                 |                   |
| 3      | Первенстве Мира по борьбе на поясах                                                           | 11 — 14 августа, 2011  | Астрахань                                                    |                   |
| 1      | Чемпионат и Первенство России по борьбе «Корэш»                                               | 12-14 декабря, 2011    | Уфа                                                          | до 75 кг          |
| 1      | Первенство России по борьбе на поясах (вольный стиль)                                         | 24-26 февраля, 2012    | Уфа                                                          | 70 кг             |
| 1      | Первенство мира по национальной борьбе                                                        | 21-22 апреля, 2012     | Сан-Пауло (Бразилия)                                         | 75 кг             |
| 1      | Первенство мира по борьбе на поясах среди юниоров                                             | 9 — 12 августа, 2012   | Рязань                                                       | до 70 кг          |
| 1      | VI Всероссийский турнир «Кубок Урала» по борьбе «Корэш»                                       | 2 — 3 ноября, 2012     | Красноуфимск, Свердловская область                           | до 75 кг          |
| 3      | Первенство Республики Башкортостан по борьбе на поясах среди юниоров и юниорок 1993—1995 г.р. | 22 марта, 2013         | Иглино, Республика Башкортостан                              | 75 кг             |
| 3      | Всероссийские соревнования среди студентов по борьбе куреш и борьбе на поясах в вольном стиле | 5 — 7 апреля, 2013     | Казань, Республика Татарстан                                 | до 75 кг          |
| 2      | Первенство Мира по борьбе на поясах                                                           | 21 — 25 августа, 2014  | Ульяновск                                                    | 70 кг             |
| 1      | Чемпионат России по борьбе на поясах                                                          | 18 — 21 сентября, 2014 | Владикавказ, Северная Осетия                                 | 68 кг             |
| 2      | XII Чемпионат Мира по борьбе на поясах                                                        | 19 — 24 ноября, 2014   | Ашхабад, Туркменистан                                        | до 68 кг          |
| 2      | Чемпионат России по борьбе куреш                                                              | 7 декабря, 2014        | Уфа                                                          | 70 кг             |
| 3      | Первенство России по борьбе на поясах среди юниорок и юниоров до 20 лет                       | 13 — 14 марта, 2015    | Верхние Татышлы (Татышлинский район Республики Башкортостан) |                   |
| 2      | Открытый турнир по борьбе корэш на Кубок главы администрации Уфы                              | 30 октября, 2015       | Уфа                                                          | до 70 кг          |
| 1      | Чемпионат России по корэш                                                                     | 5 — 6 декабря, 2015    | Йошкар-Ола, Республика Марий-Эл                              | до 70 кг          |
| 2      | Чемпионат России по борьбе на поясах                                                          | 23 — 24 сентября, 2016 | Владикавказ, Северная Осетия                                 | 68 кг             |
| 3      | XIV Чемпионат Мира по борьбе на поясах                                                        | 27-29 октября, 2016    | Набережные Челны, Республика Татарстан                       |                   |